# دامق إيليشو
دامق إيليشو هو الملك ال15 والأخير لسلالة إيسن في العراق وهو من الأموريين ألذين سكنوا في جنوب العراق، بدأ حكمه في سنة 1752 ق م. حسب قائمة ملوك سومر حكم لمدة 22 سنة وإنتهى حكمه في سنة 1730 ق م. تمكن في البداية سين موباليط ملك بابل من هزيمته والإستيلاء على إيسن لكن بعد فترة وجيزة قام ملك لارسا ريم سين الأول بالسيطرة على إيسن وإنهاء حكم سلالتها.
على الرغم من فتره حكمه الصغيره الا انه اظهر اهتماما بتطوير الزراعة و التجارة في المنطقة. كما انه اهتم بترميم المعابد و المواقع الدينيه في إيسن و دعم الحياة الثقافية في مملكته.